# Tectisumen clypidellaeformis
Tectisumen clypidellaeformis is een slakkensoort uit de familie van de Lepetellidae. De wetenschappelijke naam van de soort is voor het eerst geldig gepubliceerd in 1908 door Suter.